# 木村庄之助 (6代)
6代 木村 庄之助（ろくだい きむら しょうのすけ、生没年不詳）は、大相撲の立行司。本名、出身地ともに不明。

## 人物
初名は木村荒助、後に初代木村庄九郎さらに2代目木村庄太郎を経て宝暦の初め頃に6代目を襲名したとされる。江戸相撲の現存最古の番付表である宝暦7年（1757年）10月場所の番付には既に首席の地位にあり、明和7年（1770年）11月までには名前が見える。その後の消息は不明。
「木村庄之助正武」を名乗り、6代庄之助以降幕末までの歴代庄之助の諱は「正武」と称した。